# Vasilij Veresjtjagin
Vasilij Vasiljevitj Veresjtjagin (russisk: Васи́лий Васи́льевич Вереща́гин, tr. Vasílij Vasíljevitj Veresjtjágin; født 14. oktober 1842 i Tjerepovets, Novgorod guvernement, Det Russiske Kejserrige, død 31. marts 1904 i Ljujsjunkou, Det Russiske Kejserrige) var en russisk slagmaler.
Veresjtjagin, der var af adelig slægt, gik først militærvejen, men tog sin afsked som gardemarinefændrik, fik en kort tid undervisning på Sankt Petersborgs Kunstakademi, men gik så sine egne veje, ud at se, male og tegne i Kaukasus. Overhovedet var den skridtvise og solide skoletræning ikke hans sag: lidt atelierstudier 1864 hos Jean-Léon Gérôme i Paris, lidt supplerende uddannelse i München, men i øvrigt hjalp han sig ved sin jernflid, sin skarpe virkelighedssans, sit uomtvistelige maleriske talent og med sin forretningsevne og sin duelighed i det sensationelle; hans samvittighed var ikke særlig øm over for kunstens høje krav; ved siden af ypperlige ting (marmormoskeer etc.) kunne han male tarveligt gods, der blot skulde tjene en polemisk eller anden ukunstnerisk idé; ondt og godt måtte indføje sig som led i hans propaganda. Sine værker udstillede han ikke successivt, men samlede i serier om et fællesemne og sendte dem så på verdensturné med megen reklame, med kataloger, hvori han selv gav lange forklaringer osv. Han vakte snart verdenssensation, særlig som krigens maler. Han skildrede krigen — som en fortrinlig malerjournalist — i dens rå virkelighed i masser af ypperlige tilrettelagte situationer, der ikke patriotisk tilslørede rædslerne og uhyggen, men blot understregede dem og hos mange vakte afsky for krigens begivenheder.
Kejser Vilhelm II’s ord til ham:
| „ | Vos tableaux sont la meilleure assurance contre la guerre (dansk: "Deres malerier er den bedste forsikring mod krig") | “ |

 fandt Veresjtjagin selv var den mest rammende dom over hans gerning.
Nogle år efter Paris-opholdet kom Veresjtjagin som deltager i Turkestan-ekspeditionen 1867 til at spille en fremtrædende militær rolle ved forsvaret af Samarkand. Sine mange indtryk fra krig og fra rejser udnyttede Veresjtjagin i tre intensive arbejdsår i München 1871—74. Da han derefter 1874 udstillede sine værker i Sankt Petersborg, var indtrykket overvældende: de mange fremmede typer, kirgisere, kalmukker, usbekere, dervisher, opiumsædere, muhamedanske fester, kampe fra Samarkand etc. (Muselmænd fejrer under selvpinsler Moharrem, det udmærkede Hylende Dervisher, Trofæerne [ɔ: russiske soldaters hoveder] besigtiges i Samarkand, Krigens apoteose, Dødeligt såret, maleriske skildringer af arkitektur i Samarkand etc.). Hele samlingen købtes omsider af Pavel Tretjakov for 92000 Rubler og havnede senere i det Tretjakovske Museum i Moskva, der ejer ca. 130 malerier, tegninger og skitser af Veresjtjagin.
Efter en rejse til Indien indrettede han sig i Maisons-Laffitte ved Paris, hvor han bl.a. byggede et omdrejeligt atelier. Han malede her med malerisk evne og meget detailstudium moskeer med kniplingsfin ornamentik o. m. a. (Perlemoskeen i Agra, det store Prinsen af Wales i Indien etc.). Men den russisk-tyrkiske krig 1877 afbrød hans arbejder. Han fulgte krigen på nært hold og midt i tummelen, i Skobelevs og Gurkos stab, og blev også såret engang. Fra denne krig skriver sig Veresjtjagins mest omtalte arbejder: Skobelev i Slaget ved Scheinovo, Før Angrebet, Efter Angrebet, det gribende Præsten velsigner de Faldne, billedet med de tre situationer: Den russiske soldat, der fryser ihjel i Sjipkapasset, og med den betegnende og skærende ironiske titel Alt roligt i Schipka-Passet (som general Radetzkys indberetning lød), titlen er gengivet fra Salmonsens konversationsleksikon, men nok bør være Sjipkapasset. Skobelev ved Sjipka eller Slagmarken ved Sjipkapasset, og mange flere.
En rejse 1884 i Palæstina og Syrien gav anledning til en hel ny serie særlig knyttet til den bibelske fortælling, og med nogle kristusbilleder, hvis Renanske opfattelse vakte megen opsigt og megen indignation, særlig i Wien;[kilde mangler] fra denne rejse skriver sig også et af Veresjtjagins allerbedste, det med stor flid og malerisk evne udførte Jøderne ved Salomon’s Mur. Veresjtjagins sidste større cyklus er hans Napoleons-billeder, der skildrer det ulykkelige franske togt til Rusland og søger, dog mest i klædedragt og ydre udstyr, at give en ny type af kejseren. Gennemgående står denne cyklus lavt, den har været udstillet i København, ligesom ved tidligere lejlighed Veresjtjagins russisk-tyrkiske krigsbilleder, de indiske og andre. Da den russisk-japanske krig udbrød, var Veresjtjagin atter med; den mangedobling af rædslerne, som denne krig bød, fik han dog ikke lejlighed til at forevige; om bord på "Petropavlovsk", da det gik under uden for Ljujsjunkou i 1904, blev han et af krigens tidligste ofre.

## Skriftelige arbejder
Veresjtjagins kunstneriske hensigter og hans kunstnerpersonlighed kan man også forfølge gennem de ikke få skriftlige arbejder, han har efterladt sig, rejsebeskrivelser, krigsjournalistik (Fra Krigsskuepladsen i Asien og Europa [oversat på tysk 1895]), selvbiografier (Skitser og Erindringer, Livserindringer, begge oversat på tysk) og mange andre.

## Galleri
- Dervisher i festtøj (1870)
(russisk: Дервиши в праздничных нарядах)
- Overraskelsesangreb (1871), 
 Turkestan-Zyklus
(russisk: Нападают врасплох)
- Om krigen, 
 Turkestan-Zyklus (1873)
(russisk: О войне)
- Napoleon ved Borodino højene (1897)
(russisk: Наполеон на Бородинских высотах)
- Krigens apoteose (1871)
(russisk: Апофео́з войны́)